# Bisturi Swann-Morton
Lo "Swann-Morton" è un bisturi chirurgico  dal design semplice e rinnovato che prese piede a partire dalla fine degli anni Trenta e ancora oggi rappresenta uno strumento essenziale per qualsiasi studio medico e nel campo cinematografico.

## Storia
Questo attrezzo chirurgico venne prodotto dall'azienda Swann-Morton specializzata in lame da rasoio, di Sheffield (Inghilterra),  alla fine degli anni Trenta.
Essa fu fondata nell'agosto del 1932 dai soci Swann, Morton e Fairweather, mentre nel 1937 si rivolse al nascente mercante delle lame chirurgiche sterili appena svincolate dall'originale brevetto americano, registrato dalla società Hard Parker.
Questo prodotto divenne la bandiera dell'azienda, che nel corso del tempo si espanse, arrivando ad offrire una gamma di oltre 60 lame e 27 manici, diverse in forma e dimensione. Inoltre numerosi articoli sono disponibili per specifici campi di utilizzo come chirurgi, dentisti, veterinari e podologhi ma anche in campo artistico, artigianale e negli studi cinematografici.

## Descrizione tecnica
Il bisturi Swann-Morton è uno scalpello chirurgico sterilizzato, che riuscì ad affermarsi soprattutto per le qualità intuitive del design. Le lame si riescono a sfilare facilmente dal manico grazie al suo innesto innovativo a baionetta.
Attualmente esistono molteplici varianti di manici, ciascuno con diversi tipi di lame. Possiamo infatti trovare:
- Bisturi monouso Sabre: con tre lame sterili monouso
- Bisturi monouso a guardia protettiva: dotati di una protezione in polietilene
- Bisturi monouso: disponibile con tutte le forme di lama standard in acciaio inossidabile e completo di maniglie in polistirene a misura graduata (solo indicativa)
- Bisturi monouso con lama retrattile: progettato per ridurre la possibilità di lesioni da taglio durante l'uso; è fornito di una maniglia rossa collegata a una lama estraibile, di cursori con codice colore per indicare la forma della lama, di un clic udibile quando si estrae la lama, di presa antiscivolo e nervature per consentirne l'uso in sicurezza
- Bisturi con lame e maniglia sottili: con lame piccole, sottili e precise in acciaio inossidabile per le operazioni più delicate
- Bisturi con lame chirurgiche standard - montaggio n. 3: capace di montare anche le lame Sabre E11 ed E/11
- Bisturi con lame chirurgiche standard - montaggio n. 4: capace di montare lame in acciaio inossidabile (sterile) o al carbonio (sterile e non sterile)
- Bisturi con lame chirurgiche Cygnetic® e maniglie: da utilizzare per operazioni ortopediche e chirurgiche
- PM40 e PM40B Post Mortem, coltello e bisturi monouso: Un coltello Post Mortem con una scelta tra due pesanti lame in acciaio (PM40 appuntito o PM40B bull nose); l'attacco è disponibile sia con un attacco a vite sulla maniglia in acciaio inossidabile oppure completo come un bisturi monouso a guardia protettiva
- Maniglia PM8 Post Mortem e lame PM60 e PM60B: estendono la gamma Post Mortem
- Bisturi tagliacavi: Non richiede maniglie, il taglierino standard è in acciaio al carbonio, le versioni media e lunga sono invece in acciaio inossidabile

La sterilizzazione delle componenti avviene attraverso raggi Gamma(dose minima 25kGy. 2.5 M. Rad).

### Dimensioni

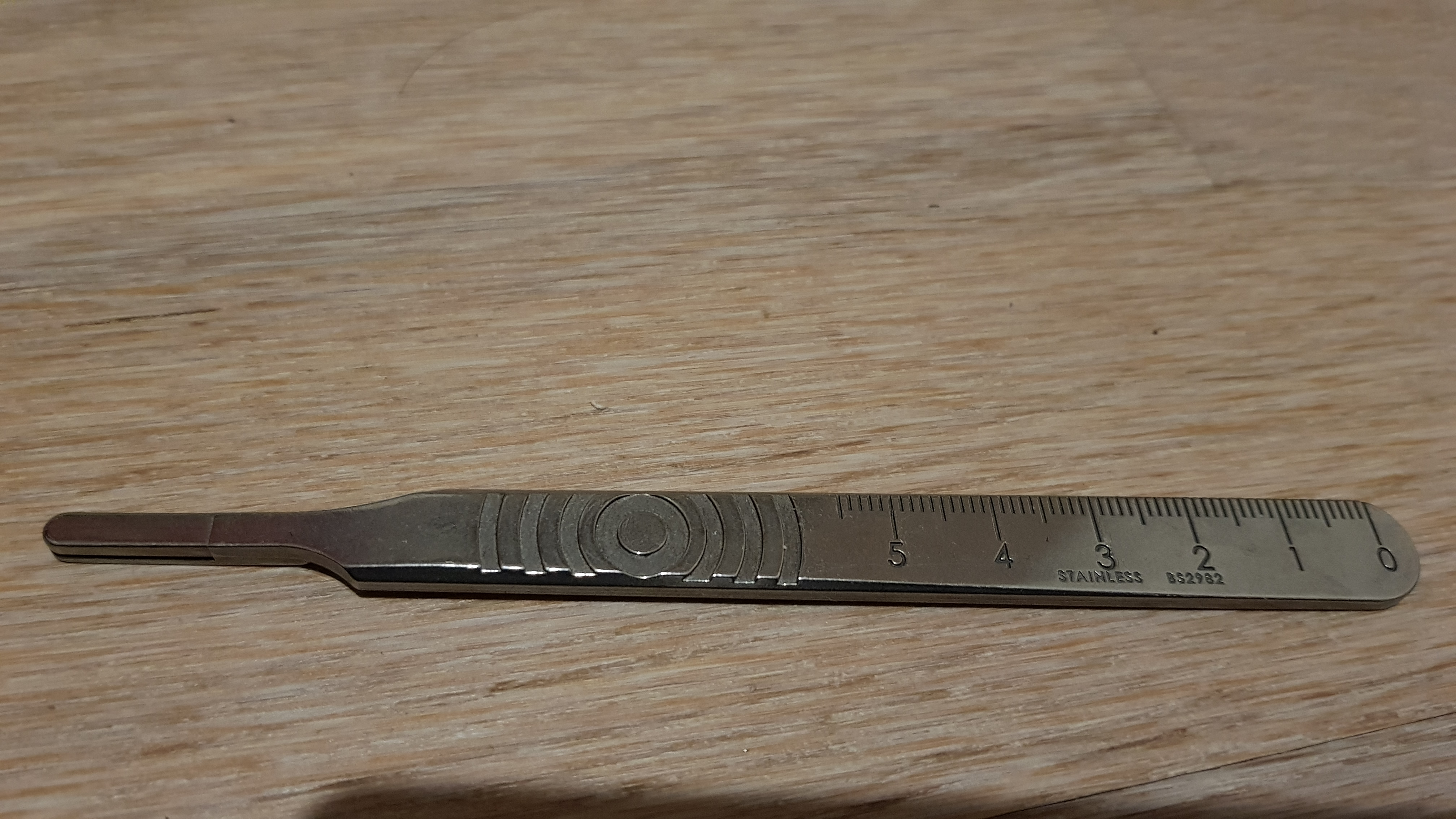
Lato bisturi con presenza di tacca millimetrata

| Altezza   | 1 cm   |
| Lunghezza | 13 cm  |
| Larghezza | 0,4 cm |

### Peso
| Peso | 40,8 g |

## Semiotica dell'oggetto

### Valori dell'oggetto
L'oggetto in questione presenta dei valori utilitari che sono: maneggevolezza, comfort e affidabilità e un valore non esistenziale ovvero quello riguardante il rapporto tra qualità e prezzo.

### Analisi plastica dell'artefatto

#### Caratteristiche topologiche
Prendendo in analisi le caratteristiche topologiche dell'oggetto si può notare come ci sia una netta distinzione tra la parte bassa (impugnatura) e alta (innesto della lama) del bisturi. Vi è poi una distinzione tra il fronte e il retro dell'oggetto, data dalla presenza di diverse scanalature tra le due facce: sul fronte troviamo infatti i solchi curvilinei e la firma di fabbrica, mentre sul retro possiamo osservare la presenza di una striscia metrica (seppur molto indicativa) che agevola l'utilizzo del bisturi stesso durante le diverse operazioni.

#### Caratteristiche eidetiche
L'oggetto ha una forma complessiva lineare. Sono presenti delle scanalature curvilinee impresse nel metallo, durante la fase di fusione, che consentono una miglior presa per garantire maggior maneggevolezza durante l'uso. È proprio l'opposizione delle linee curvilinee rispetto all'oggetto, a descriverne la modalità d'uso esatta. Inoltre il manico tende a stringersi verso l'estremità superiore (dove si attacca la lama) per consentirne un uso intuitivo e comodo durante le operazioni.

#### Caratteristiche cromatiche
L'oggetto è monocromo e presenta unicamente il colore del materiale impiegato per la sua fabbricazione. Tuttavia vi sono differenze di finitura tra il manico (opaco) e la lama (lucido riflettente). Una piccola striscia metrica in millimetri sul dorso è stampata in nero direttamente sul materiale, quindi messa in evidenza da un netto contrasto cromatico. Un'ulteriore opposizione è data inoltre dal contrasto luce-ombra ottenuto attraverso le scanalature curvilinee e la firma di fabbrica impressi sulla parte frontale dell'artefatto.